# Schwandorf járás
Schwandorf járás egy járás Bajorországban. Schwandorf járás Cham, Regensburg, Neumarkt in der Oberpfalz, Amberg-Sulzbach, Neustadt an der Waldnaab és Domažlicei járásokkal határos. Lakosainak száma 131 260 fő (1987. május 25.).

## Népesség
A járás népessége az elmúlt években az alábbi módon változott:
| Lakosok száma | 135 117 | 131 260 | 142 947 | 143 060 | 143 614 | 144 864 | 145 382 | 146 487 |
|               | 1970    | 1987    | 2012    | 2013    | 2014    | 2015    | 2016    | 2017    |